# Robert Nordmark
Robert Ingemar Nordmark (Kalix, 20 de Agosto de 1962) foi um defesa esquerdo profissional de hóquei no gelo, actualmente reformado. Foi o primeiro treinador da Almtuna IS em Allsvenskan (segunda divisão sueca) na temporada 2007/2008, e foi substituído por Leif Boork em Novembro de 2007 devido aos maus resultados. Ele é o actual olheiro da equipa Toronto Maple Leafs, tendo desempenhado anteriormente a mesma função pela equipa Edmonton Oilers.
É primo de Anders Eldebrink.